# Le Bailly

Geslachtswapen

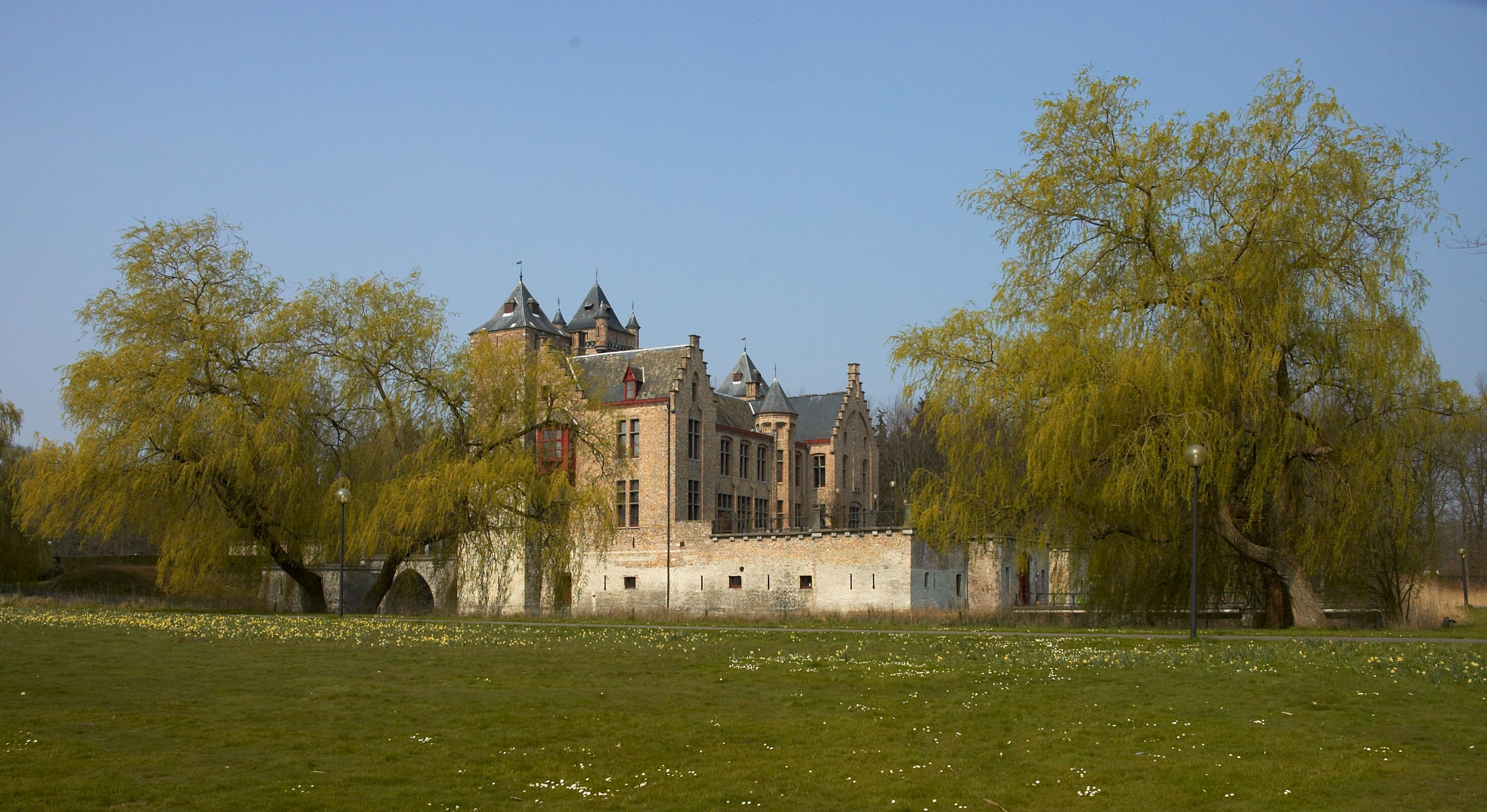
Kasteel Tillegem

Le Bailly (ook: Le Bailly de Tilleghem en: Le Bailly de Maerlop) is een oud-adellijk Belgisch geslacht.

## Geschiedenis
De stamreeks begint met Jean Le Bailly, ontvanger van de stad Antwerpen die in 1397 voor het eerst wordt vermeld. In 1605 werd Renon le Bailli, raadsheer in de Provinciale Justitieraad van Artesië te Atrecht, benoemd tot raadsheer en rekwestmeester in de Grote Raad van Mechelen; dit ambt verhief indien nodig tot erfelijk adeldom. In 1774 werd Charles le Bailly (1722-1807) verheven tot baron, in 1789 tot burggraaf van Maerlop; deze tak stierf in 1844 uit met diens zoon Charles le Bailly de Maerlop (1768-1844) die in 1816 in de Ridderschap was benoemd met de titel van burggraaf, overgaand bij recht van eerstgeboorte. In 1816 werd Renon le Bailly de Tilleghem (1757-1824) benoemd in de Ridderschap met de titel van baron overgaand op alle afstammelingen; hij was in 1813 al benoemd tot baron van het (Franse) keizerrijk. Een kleinzoon van de laatste verkreeg in 1850 de titel van burggraaf, eveneens overgaand bij recht van eerstgeboorte; aan een broer van hem werd op dezelfde wijze deze titel verleend in 1856.
Het geslacht was van 1718, na huwelijk met de vrouwe van Tillegem, tot 1877 eigenaar van Kasteel Tillegem.
Anno 2017 waren er nog elf mannelijke telgen in leven, de laatste geboren in 2010.

## Wapenbeschrijvingen
- 1774: D'azur, à trois croissans d'or. Couronne de baron à neuf perles. [Supports:] deux griffons <d'or>.
- 1789: D'azur, à trois croissans d'or. Couronne de vicomte à neuf perles, entassées trois à trois. [Supports:] deux griffons de même, [d'or].
- 1813: Ecartelé, au premier d'azur, à trois croissants d'or, au deuxième des barons membres d[u] collège électoral, au troisième contre-écartelé au premier et quatrième de sable, à deux chevrons d'argent, au deuxième et troisième échiqueté de gueules et d'or, au quatrième d'argent, à l'arbre terrassé de sinople, chargé de deux loups passants l'un sur l'autre de sable, lampassés [et] vilenés de gueules, brochant sur le tout, sur le tout d'or, à la fasce chevronnée de gueules, accompagné de trois alérions de sable, deux en chef et une en pointe.
- 1817: Van lazuur, beladen met drie l[i]ggend'halve manen van goud, geplaatst twee en één. Het schild gedekt met de Nederlandsche baronnenkroon en vastgehouden ter wederzijde door een klimmenden griffioen van goud, getongd en genageld van keel.
- 1850 en 1856: D'azur, à trois croissants d'or, deux [et] un. L'écu sommé de la couronne de vicomte pour le titulaire, et tenu par deux griffons d'or, langués de gueules.

## Enkele telgen
Joseph-Adrien le Bailly (1692-1775), burgemeester van Brugge; trouwde in 1718 met Marie-Charlotte de Schietere de Damhoudere (1696-1727), vrouwe van Tillegem en Marloop
- Philippe le Bailly, heer van Tilleghem (1719-1785), schepen en algemeen ontvanger van de stad Brugge
  - Renon baron le Bailly de Tilleghem, heer van Tillegem (1757-1824), schepen van het Brugse Vrije, gemeenteraadslid
    - Charles baron le Bailly de Tilleghem (1786-1833)
      - Renon burggraaf le Bailly de Tilleghem (1818-1855)
      - Hector burggraaf le Bailly de Tilleghem (1822-1877), legatiesecretaris, laatste eigenaar uit het geslacht van het Kasteel Tillegem

    - Philippe baron le Bailly de Tilleghem (1787-1873), volksvertegenwoordiger
      - Edmond baron le Bailly de Tilleghem (1818-1887), legatiesecretaris en schepen van Brugge
        - Julien baron le Bailly de Tilleghem (1851-1923)
          - Raymond baron le Bailly de Tilleghem (1886-1954)
            - Serge baron le Bailly de Tilleghem (1915-1974)
              - Philippe baron le Bailly de Tilleghem (1943), oud-piloot, chef de famille
                - Thierry baron le Bailly de Tilleghem (1973), oud-piloot, vermoedelijke opvolger als chef de famille

              - Dr. Serge baron le Bailly de Tilleghem (1945), archeoloog, ereconservator van het Museum voor Schone Kunsten (Doornik)

          - Adrienne barones le Bailly de Tilleghem (1883-1956), burgemeester van Snellegem; trouwde in 1907 met Bénédict baron Gillès de Pélichy (1885-1928), burgemeester van Snellegem
            - Baudouin baron Gillès de Pélichy (1915-1997), burgemeester van Snellegem
- Charles burggraaf le Bailly de Maerlop (1722-1807), onder andere burgemeester van Brugge
  - Charles burggraaf le Bailly de Maerlop (1768-1844), laatste telg van de jongste tak

### Adellijke allianties
- Du Fos de Méry (1819, Franse adel), Mortier (1817), De Man (1844), Goethals (1852), Van der Renne de Daelenbroeck (1872, Nederlandse adel), Michiels van Verduynen (1877, Nederlandse adel), De Crombrugghe de Looringhe (1907), Gillès de Pélichy (1907)